# Haagsche Tramway Maatschappij
De N.V. Haagsche Tramway Maatschappij (HTyM) was een onderneming die van 22 februari 1867 tot 16 oktober 1873 paardentramlijnen voor passagiersvervoer exploiteerde tussen Den Haag en Scheveningen.
De HTyM werd opgericht op 4 juli 1867 door het verlijden van een akte voor notaris Wierx. Oprichters waren de heren Behr, Muyser, Romijn, Scholder en Windt. Romijn, die tevens de pachter was van de Huygenstol aan de Oude Scheveningseweg, werd tot directeur benoemd.
De HTyM had al op 22 februari 1867 feitelijk het beheer over de twee bestaande Haagse paardentramlijnen overgenomen van The Dutch Tramway Company die door geldgebrek de zaken niet langer kon voortzetten.
De gemeente Den Haag had gehoopt dat de HTyM het openbaar vervoer in Den Haag op een betere wijze zou gaan regelen. Competentiestrijd tussen de vijf eigenaren verhinderde dit echter. Aan materieel en paarden werd steeds minder aandacht besteed.
Op 1 augustus 1873 greep de gemeente in. De paarden werden ter keuring aangeboden en veelal afgekeurd, zodat de tramdiensten moesten worden gestaakt. Wel werd met de overgebleven paarden een week later de dienst hervat, maar de eigenaren zagen geen brood meer in voortzetting van de zaken. Op 16 oktober 1873 werd de concessie voor uitoefening van paardentramlijnen overgedaan aan de Société Anonyme des Tramways de La Haye, een in Brussel gevestigd bedrijf.

## Materieel
| Serie        | Bouwjaar | Fabriek               | Model                                      | Opmerking |
| ------------ | -------- | --------------------- | ------------------------------------------ | --- |
| 1 - 2        | 1864     | General Rolling Stock | Gesloten                                   | Overgenomen van DTC. Gebouwd voor inzet in de eerste klasse, maar deze klasse werd afgeschaft in 1870. Het rijtuig kende 20 zitplaatsen. In 1870 werd het rijtuig afgevoerd door de TH. |
| 3 - 4, 6 - 7 | 1864     | General Rolling Stock | Gesloten                                   | Overgenomen van DTC. Rijtuigen tweede klasse, voorzien van een imperiaal. Opvallend was dat het interieur was uitgevoerd met langsbanken, waarbij deze beiden in het midden in de lengterichting waren geplaatst. De rijtuigen werden door de TH buiten dienst gesteld in 1874, maar kwamen een jaar later opnieuw in gebruik onder de nummerreeks 13 - 16. Twee rijtuigen dienden later als wachthuisje bij tramhaltes Kapelsbrug en Atjehstraat. |
| 8            | 1865     | General Rolling Stock | Open                                       | Overgenomen van DTC. |
| 9            | 1869     | Van de Weyer          | Gesloten rijtuig met open bovenverdieping. | Een rijtuig met een imperiaal. Werd na 1873 waarschijnlijk niet meer gebruikt. |
| ?            | 1872     | ?                     | ?                                          | ? |